# Malosolone, Voznesensk
Malosolone (în ucraineană Малосолоне) este localitatea de reședință a comunei Malosolone din raionul Voznesensk, regiunea Mîkolaiiv, Ucraina.

## Demografie
Componența lingvistică a localității Malosolone
     Ucraineană (86,18%)
     Rusă (9,8%)
     Română (3,27%)
Conform recensământului din 2001, majoritatea populației localității Malosolone era vorbitoare de ucraineană (86,18%), existând în minoritate și vorbitori de rusă (9,8%) și română (3,27%).